# Liste der Naturdenkmale in Rudersberg
| Naturdenkmale | Anzahl |
| ------------- | ------ |
| FND           | 33     |
| END           | 17     |
| Gesamt        | 50     |

Die Liste der Naturdenkmale in Rudersberg nennt die verordneten Naturdenkmale (ND) der im baden-württembergischen Rems-Murr-Kreis liegenden Gemeinde Rudersberg. In Rudersberg gibt es insgesamt 50 als Naturdenkmal geschützte Objekte, davon 33 flächenhafte Naturdenkmale (FND) und 17 Einzelgebilde-Naturdenkmal (END).
Stand: 5. Juni 2025.

## Einzelgebilde (END)
| Name                     | Bild | Kennung     | Einzelheiten | Position | Fläche Hektar | Datum         |
| ------------------------ | ---- | ----------- | ------------ | -------- | ------------- | ------------- |
| Birnbaum                 | BW   | 81190610017 | Rudersberg   | ⊙        | 0,0           | 31. Dez. 1986 |
| Doline im Gipskeuper     | BW   | 81190610070 | Rudersberg   | ⊙        | 0,0           | 13. Nov. 1992 |
| Eiche auf dem Schönbühl  | BW   | 81190610037 | Rudersberg   | ⊙        | 0,0           | 17. Aug. 1981 |
| Eichengruppe             | BW   | 81190610039 | Rudersberg   | ⊙        | 0,0           | 13. Nov. 1992 |
| Friedenslinde            | BW   | 81190610038 | Rudersberg   | ⊙        | 0,0           | 17. Aug. 1981 |
| Linde beim Grauhaldenhof | BW   | 81190610019 | Rudersberg   | ⊙        | 0,0           | 30. Juli 1974 |
| Linde im Straßendreieck  | BW   | 81190610026 | Rudersberg   | ⊙        | 0,0           | 23. Aug. 1979 |
| Linde                    | BW   | 81190610002 | Rudersberg   | ⊙        | 0,0           | 31. Dez. 1986 |
| Linde                    | BW   | 81190610003 | Rudersberg   | ⊙        | 0,0           | 31. Dez. 1986 |
| Linde                    | BW   | 81190610030 | Rudersberg   | ⊙        | 0,0           | 23. Aug. 1979 |
| Linde                    | BW   | 81190610033 | Rudersberg   | ⊙        | 0,0           | 17. Aug. 1981 |
| Roßkastanie              | BW   | 81190610001 | Rudersberg   | ⊙        | 0,0           | 31. Dez. 1986 |
| Roßkastanie              | BW   | 81190610036 | Rudersberg   | ⊙        | 0,0           | 17. Aug. 1981 |
| Sogenannte Totenbahr     | BW   | 81190610071 | Rudersberg   | ⊙        | 0,0           | 31. Dez. 1986 |
| Zwei Linden              | BW   | 81190610006 | Rudersberg   | ⊙        | 0,0           | 31. Dez. 1986 |
| Zwei Linden              | BW   | 81190610028 | Rudersberg   | ⊙        | 0,0           | 23. Aug. 1979 |
| 4 Linden im Friedhof     | BW   | 81190610029 | Rudersberg   | ⊙        | 0,0           | 23. Aug. 1979 |
| Legende für Naturdenkmal |      |             |              |          |               |               |

## Ehemalige Naturdenkmale
| Name                     | Bild | Kennung | Einzelheiten | Position | Fläche Hektar | Datum         |
| ------------------------ | ---- | ------- | ------------ | -------- | ------------- | ------------- |
| Silberpappeln            | BW   |         | Rudersberg   | ⊙        | 0,0           | 30. Juli 1974 |
| Legende für Naturdenkmal |      |         |              |          |               |               |